# Tendinopatia del manegot dels rotatoris
La tendinopatia del manegot dels rotatoris (o, menys correctament, tendinitis del manegot dels rotatoris) és un procés d'envelliment. La fisiopatologia és la degeneració mucoide. La majoria de les persones desenvolupen tendinopatia del manegot dels rotatoris al llarg de la seva vida.
Com a part de la tendinopatia del manegot, el tendó pot aprimar-se i desenvolupar un defecte. Aquest defecte sovint s'anomena "esquinç del manegot dels rotatoris". També es pot produir un esquinçament o ruptura del manegot dels rotatoris, aguda i traumàtica del tendó, però és menys freqüent. La ruptura traumàtica del manegot sol afectar els tendons de més d'un múscul.
La tendinopatia del manegot dels rotatoris és, amb diferència, la raó més comuna per la qual les persones busquen atenció per al dolor d'espatlla. El dolor relacionat amb la tendinopatia del manegot està normalment al davant de l'espatlla, fins al colze i, quan és més intens, per sobre i per darrere de l'espatlla. L'estrip del manegot pot aparèixer com a resultat d'una força sobtada o gradualment al llarg del temps. Els factors de risc inclouen determinades activitats repetitives, tabaquisme, antecedents familiars de la malaltia, a més edat i més en el braç dominant. El diagnòstic es basa en els símptomes, l'examen i la imatge mèdica. El manegot dels rotatoris està format pel supraespinós, infraespinós, rodó menor i subescapular. El supraespinós és el més afectat.
El tractament pot incloure medicaments per al dolor com els AINE i exercicis específics. Es recomana que les persones que no puguin aixecar el braç per sobre dels 90 graus després de dues setmanes tornin a ser avaluades. Es pot valorar la cirurgia per a ruptures agudes i grans defectes de desgast amb múscul de bona qualitat. El 2019 els beneficis de la cirurgia per a defectes més petits no estaven clars.